# Esko Suhonen

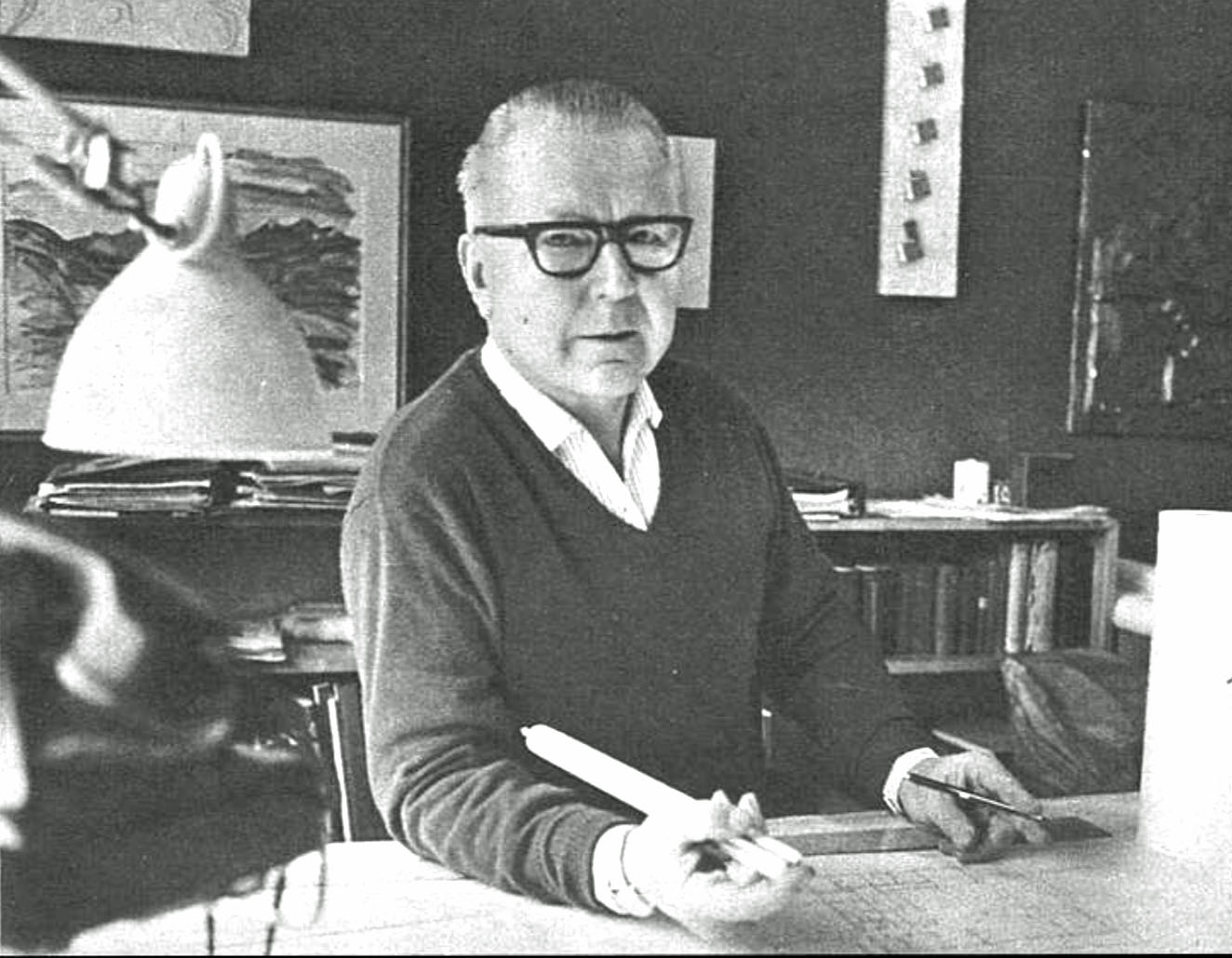
Esko Suhonen.

Esko Sakari Suhonen, född 29 februari 1908 i Nilsiä, död 7 maj 1984 i Helsingfors, var en finländsk arkitekt.
Suhonen som var son till köpman Juho Suhonen och Gustava Savolainen, blev student 1929 och diplomarkitekt 1935. Han var professor i samtida arkitektur vid Tekniska högskolan i Helsingfors 1960–1972 och föreståndare för nämnda högskolas arkitekturavdelning 1965–1968. Han utgav Kerrostalon asuttavuus (1963).